# 六張犁 (臺北市)
六張犁是臺灣臺北市大安區東南方、信義區西南方的地名，由和平東路三段沿線兩側及周邊區域所構成。

## 歷史
地名起源於臺灣清治時期，墾殖地基三十甲，按每張犁五甲計算，共計六張犁。
清治末期至日治前期為大加蚋堡下之「六張犁庄」。該庄北與大安庄為鄰，西與下內埔庄為鄰，東與三張犁庄為鄰，南邊為隔著山為文山堡之興福庄、陂內坑庄。
1901年（日治明治三十四年）11月，該庄為臺北廳直轄，隸屬於第四區。1906年（明治三十九年）1月，第四區改名「古亭村區」。1920年（大正九年）該庄改制為「六張犁」大字，隸屬於臺北州臺北市，與中崙、大安為當時臺北市之東界。
戰後臺北市改制為省轄市。1946年（民國三十五年）2月臺北市劃分為10個區，六張犁隸屬於大安區，劃為黎順、黎和2里。1968年7月臺北市改制為直轄市。1990年3月，臺北市各區重劃，六張犁東半部和平東路以北被劃入新設之信義區，至此六張犁地區一分為二。

## 範圍
日治時期的「六張犁庄」，其範圍大致位於和平東路圓環周邊以南和平東路三段兩側區域，約為今信義區黎順、黎平、黎忠、黎安4里及大安區黎孝、黎和2里加上黎元里北端、芳和里東北角、虎嘯里東側及臨江、法治、全安3里東南側的範圍。
現今廣義的六張犁生活圈，大致可指臺北市信義區六張犁次分區西南側黎順、黎平、黎忠、黎安4里及大安區臥龍次分區東半部虎嘯、芳和、黎元、黎孝、黎和5里及安和次分區東南角全安、法治2里。該區域人口大約5萬人，該區域原來均屬大安區管轄，1990年後部分被劃入信義區，但整體生活圈仍均屬一體，也因為有六張犁山及陸軍保養廠舊址的屏障，信義區4里居民與舊松山區的互動少於與原本同屬大安區的其他里，這種情形同樣存在於學區、交通方面。

## 人口
截至2021年1月底止，各里面積與人口統計如下：
| 里名         | 面積 （km²） | 下轄 鄰數 | 人口數 | 人口密度 （人/km²） |
| ------------ | ------------ | --------- | ------ | ------------------- |
| 信義區黎順里 | 0.1919       | 20        | 3,994  | 20812               |
| 信義區黎平里 | 0.1907       | 24        | 6,945  | 36418               |
| 信義區黎忠里 | 0.1817       | 19        | 4,783  | 26323               |
| 信義區黎安里 | 0.7240       | 11        | 1,981  | 2736                |
| 大安區虎嘯里 | 0.1452       | 12        | 3,801  | 26177               |
| 大安區芳和里 | 0.2755       | 20        | 5,788  | 21009               |
| 大安區黎元里 | 0.2930       | 19        | 5,556  | 18962               |
| 大安區黎孝里 | 0.2737       | 24        | 7,652  | 27957               |
| 大安區黎和里 | 0.5022       | 16        | 4,901  | 9759                |
| 大安區全安里 | 0.1313       | 17        | 4,390  | 33434               |
| 大安區法治里 | 0.1110       | 12        | 4,432  | 39927               |
| 總和         | 3.0202       | 194       | 50,042 | 16569               |

## 交通
本地的重要道路崇德街為過去的六張犁道路，並於嘉慶年間被列入官道，常有茶農及米農等農民會經崇德街往西到達艋舺或大稻埕一帶販賣物品，部分則經糶米古道到達錫口。日治時期並設有六張犁運煤輕便鐵路並兼營運軍事設備，起點位於今富陽自然生態公園經富陽街轉崇德街並進入和平基隆路口圓環後往古亭方向運行。
1960年代後，台北市迅速發展導致交通嚴重阻塞，原和平東路（崇德街平面─富陽街段）已不堪負荷，和平東路也計畫向南延伸，並將新道路拓寬。完工後舊和平東路部分改名為崇德街，該輕便鐵路（改名為富陽街）也廢線，和平東路三段沿線開始發展起來。
現今本區交通十分發達，臺北捷運文湖線通過六張犁地區，並設有六張犁站、麟光站兩站。並有三路幹線公車（和平幹線、敦化幹線、基隆路幹線）等約30條路線公車通過此區域。本區鄰近國道三甲線交流道及基隆路高架橋，前往新店、中永和的快速道路及往南經莊敬隧道前往文山區的車輛均交匯於此，基隆路及和平東路三段交叉路口的圓環也常因路幅狹窄等問題，造成尖峰時刻時常呈現嚴重塞車狀態。

## 政府機構
- 法務部調查局臺北市調查處
- 海洋委員會教育訓練測考中心
- 內政部警察機械修理廠

## 教育機構
- 天主教輔仁大學城區部
- 臺北市私立喬治高級工商職業學校
- 臺北市立和平高級中學
- 臺北市芳和實驗中學（位於下內埔[5]）
- 臺北市立大安國民小學（位於下內埔[5]）

## 著名地標
- 石泉巖清水祖師廟
- 六張犁福德宮（店仔口土地公廟）
- 倉美陳氏宗祠台碩堂
- 圳墘陳厝安順宮（先應地公廟）
- 圳墘高家古厝[8]
- 福州山公園
- 富陽自然生態公園
- 黎和自然生態公園
- 麟光新村
- 白蘭市場
- 黎忠市場（現為全聯黎忠店）

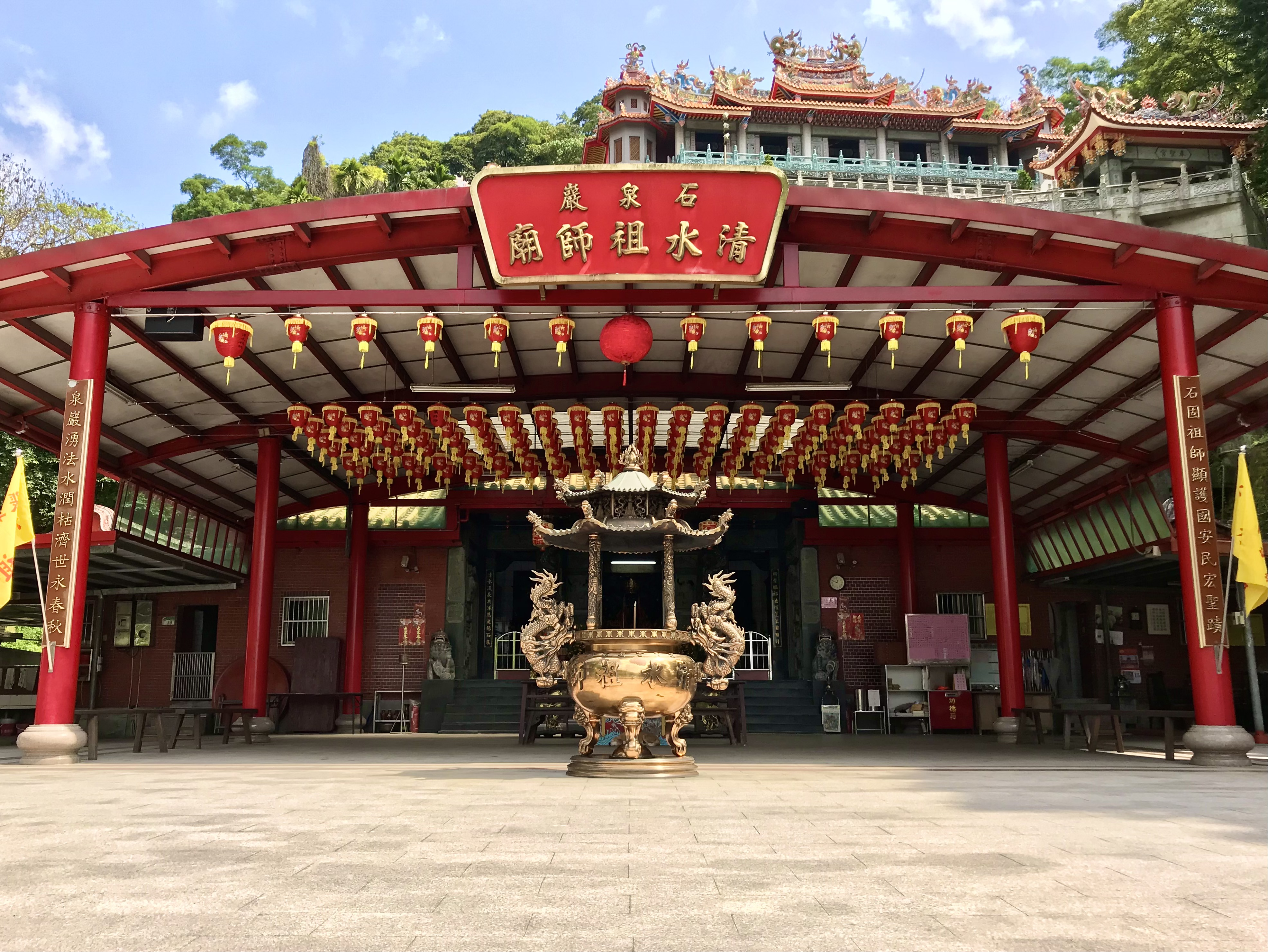
石泉巖

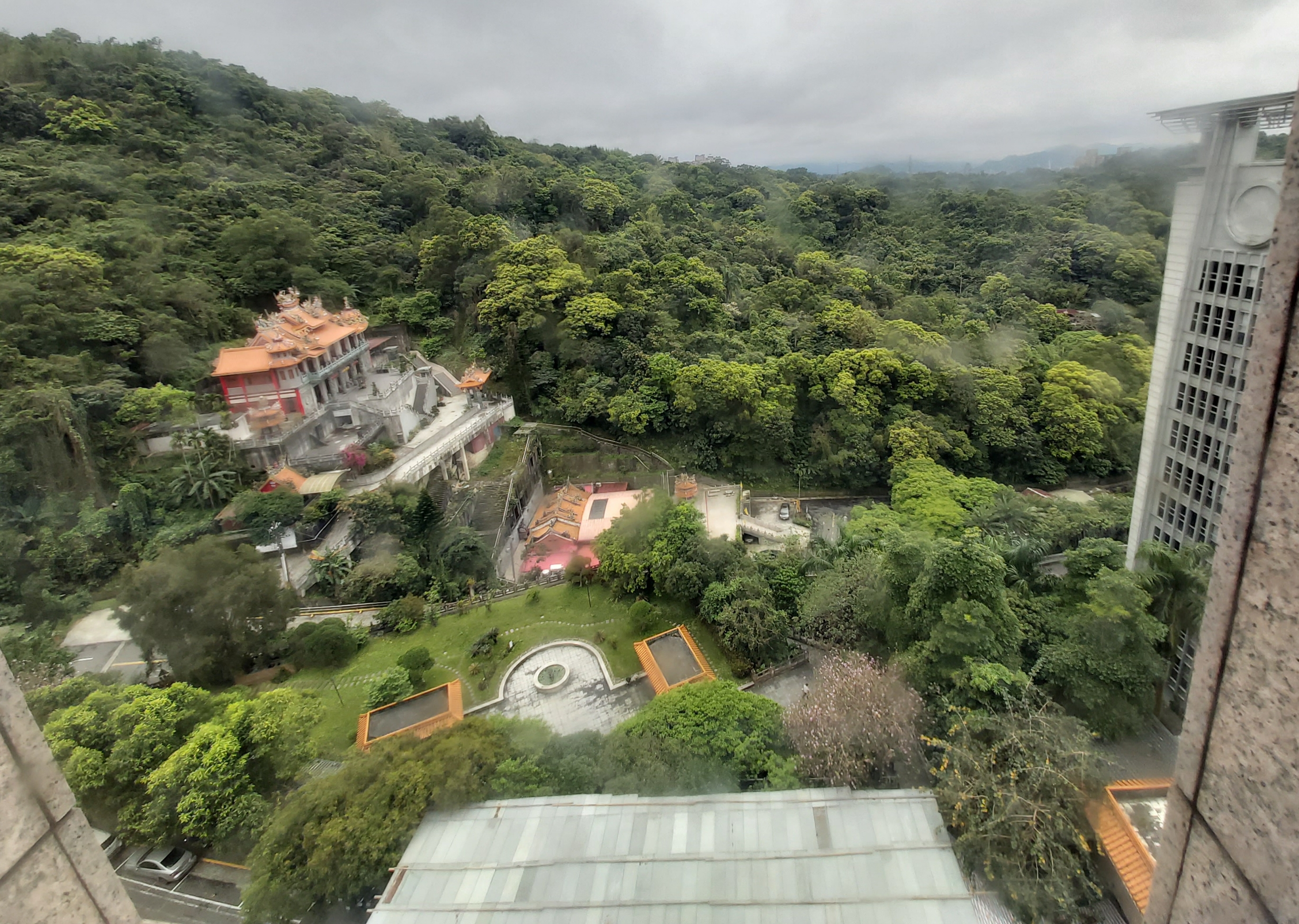
臺北港口奉聖宮、石泉巖與信義天相寶塔，2024年4月攝於慈恩園

- 六張犁亂葬崗（臺北市定文化資產—戒嚴時期政治受難者紀念公園）
- 蔣渭水先生紀念廣場
- 白榕蔭堂墓園（白崇禧將軍墓）
- 慈恩園生命紀念館
- 天相寶塔

## 外部連結
- 臺北市社區營造資料庫
- 六張犁社區發展協會facebook專頁
- 我愛麟光六張犁facebook專頁
- 六張犁居民大小事facebook專頁